# American Basketball League 1996-1997
La stagione ABL 1996-97 fu la prima della American Basketball League. Parteciparono 8 squadre divise in due gironi.

## Squadre partecipanti
- Atlanta Glory
- Colorado Xplosion
- Columbus Quest
- N.E. Blizzard
- Portland Power
- Richmond Rage
- San Jose Lasers
- Seattle Reign

## Classifiche

### Eastern Conference
| Squadra              | V  | P  | %    | GB |
| -------------------- | -- | -- | ---- | -- |
| Columbus Quest C     | 31 | 9  | 77,5 | -  |
| Richmond Rage        | 21 | 19 | 52,5 | 10 |
| Atlanta Glory        | 18 | 22 | 45,0 | 13 |
| New England Blizzard | 16 | 24 | 40,0 | 15 |

### Western Conference
| Squadra           | V  | P  | %    | GB |
| ----------------- | -- | -- | ---- | -- |
| Colorado Xplosion | 25 | 15 | 62,5 | -  |
| San Jose Lasers   | 18 | 22 | 45,0 | 7  |
| Seattle Reign     | 17 | 23 | 42,5 | 8  |
| Portland Power    | 14 | 26 | 35,0 | 11 |

## Play-off

### Semifinali
| 23 febbraio 1997 | Richmond Rage | 80 – 77 | Colorado Xplosion |  |

| 25 febbraio 1997 | Richmond Rage | 82 – 68 | Colorado Xplosion |  |

| 23 febbraio 1997 | Columbus Quest | 94 – 69 | San Jose Lasers |  |

| 25 febbraio 1997 | Columbus Quest | 81 – 69 | San Jose Lasers |  |

### Finale
| 2 marzo 1997 | Columbus Quest | 90 – 89 | Richmond Rage |  |

| 4 marzo 1997 | Richmond Rage | 75 – 62 | Columbus Quest |  |

| 8 marzo 1997 | Richmond Rage | 72 – 67 | Columbus Quest |  |

| 9 marzo 1997 | Columbus Quest | 95 – 84 | Richmond Rage |  |

| 10 marzo 1997 | Columbus Quest | 77 – 64 | Richmond Rage |  |

### Tabellone
|  | Semifinali | Semifinali | Semifinali |          |          | Finale   | Finale | Finale |  |
|  |            |            |            |          |          |          |        |        |  |
|  | 1E         | Columbus   | 2          |          |          |          |        |        |  |
|  | 1E         | Columbus   | 2          |          |          |          |        |        |  |
|  | 2W         | San Jose   | 0          |          |          |          |        |        |  |
|  | 2W         | San Jose   | 0          |          | Columbus | Columbus | 3      |        |  |
|  |            |            |            |          | Columbus | Columbus | 3      |        |  |
|  |            |            | Richmond   | Richmond | 2        |          |        |        |  |
|  | 2E         | Richmond   | Richmond   | Richmond | 2        | 2        |        |        |  |
|  | 2E         | Richmond   |            |          |          |          |        |        |  |
|  | 1W         | Colorado   | 0          |          |          |          |        |        |  |

## Vincitore
| Campione ABL 1997          |
| -------------------------- |
| Columbus Quest (1º titolo) |

## Statistiche
| Categoria             | Giocatore        | Squadra              | Stat |
| --------------------- | ---------------- | -------------------- | ---- |
| Punti per gara        | Carolyn Jones    | New England Blizzard | 21,2 |
| Rimbalzi per gara     | Natalie Williams | Portland Power       | 12,5 |
| Assist per gara       | Dawn Staley      | Richmond Rage        | 8,0  |
| Palle rubate per gara | Debbie Black     | Colorado Xplosion    | 4,4  |
| Stoppate per gara     | Taj McWilliams   | Richmond Rage        | 1,5  |

## Premi ABL
- ABL Most Valuable Player: Nikki McCray, Columbus Quest
- ABL Coach of the Year: Brian Agler, Columbus Quest
- ABL Defensive Player of the Year: Debbie Black, Colorado Xplosion
- ABL Rookie of the Year: Crystal Robinson, Colorado Xplosion
- All-ABL First Team
  - Teresa Edwards, Atlanta Glory
  - Dawn Staley, Richmond Rage
  - Natalie Williams, Portland Power
  - Nikki McCray, Columbus Quest
  - Adrienne Goodson, Richmond Rage
- All-ABL Second Team
  - Carolyn Jones, New England Blizzard
  - Debbie Black, Colorado Xplosion
  - Taj McWilliams, Richmond Rage
  - Cindy Brown, Seattle Reign
  - Crystal Robinson, Colorado Xplosion